# Dlinnyj Peninsula
Die Dlinnyj Peninsula (englisch; russisch Полуостров Длинный Poluostrow Dlinny, deutsch ‚Lange Halbinsel‘) ist eine Halbinsel an der Knox-Küste des ostantarktischen Wilkeslands. Sie liegt in den Bunger Hills.
Wissenschaftler einer sowjetischen Antarktisexpedition kartierten und benannten sie. Das Antarctic Names Committee of Australia übertrug die deskriptive Benennung 1989 in einer Teilübersetzung ins Englische.